# Leo Neugebauer
Leo Neugebauer (Görlitz, 19 giugno 2000) è un multiplista tedesco, detentore del primato nazionale del decathlon con 8 836 p. punti.

## Biografia
Suo padre è un calciatore del Camerun. È nato e cresciuto in Sassonia. 
La sua squadra di club è LG Leinfelden-Echterdingen, con sede a sud di Stoccarda.
Nel 2019 si è trasferito ad Austin, negli Stati Uniti, per studiare economia all'Università del Texas.
Nel marzo 2022, si è classificato terzo nel campionato NCAA indoor di eptathlon con 6148 punti.
Ha superato per la prima volta la barriera degli 8.000 punti nel decathlon a marzo ad Austin (8.131 punti) e poi di nuovo a giugno a Eugene (8.362 punti) ai campionati NCAA di corsa.
Ha preso parte ai mondiali di Eugene 2022, si è classificato decimo con 8182 punti.
Nel marzo 2023, si è nuovamente classificato terzo ai campionati NCAA indoor di Albuquerque nell'eptathlon con 6.214 punti.
Tre settimane dopo, Leo Neugebauer migliora il suo record personale nel decathlon con 8478 punti e si qualifica ai mondiali di Budapest 2023 e ai Giochi olimpici estivi di Parigi 2024.
L'8 giugno 2023, all'età di 22 anni, è diventato campione NCAA di decathlon con 8.836 punti, battendo di quattro punti il record nazionale tedesco di Jürgen Hingsen. Il punteggio di Neugebauer ha superato anche il record universitario americano di 8720 punti stabilito da Kyle Garland nel maggio 2023 e il record del campionato di 8457 punti stabilito da Ashton Eaton quando vinse il titolo NCAA nel 2010. Inoltre, è diventato l'ottavo miglior atleta di tutti i tempi.
Ai mondiali di Budapest 2023 si è classificato 5º nel decathlon, mentre alle Olimpiadi di Parigi dell'anno successivo conquista la medaglia d'argento.

## Record nazionali
Seniores
- Decathlon: 8 836 p. ( Austin, 8 giugno 2023)
- Decathlon: 8 961 p. ( Eugene, 6 giugno 2024)

## Palmarès
| Anno | Manifestazione  | Sede     | Evento    | Risultato | Prestazione | Note |
| ---- | --------------- | -------- | --------- | --------- | ----------- | ---- |
| 2017 | Mondiali U18    | Nairobi  | Decathlon | Bronzo    | 7 204 p.    |      |
| 2019 | Europei U20     | Borås    | Decathlon | 4º        | 7 669 p.    |      |
| 2022 | Mondiali        | Eugene   | Decathlon | 10º       | 8 182 p.    |      |
| 2023 | Mondiali        | Budapest | Decathlon | 5º        | 8 645 p.    |      |
| 2024 | Giochi olimpici | Parigi   | Decathlon | Argento   | 8 748 p.    |      |